# Bilichodu, Jagalur
BIlyichodu là một làng thuộc tehsil Jagalur, huyện Davanagere, bang Karnataka, Ấn Độ.